# Fritz Krückeberg
Fritz Krückeberg (né le 19 avril 1928 à Dassel et mort le 5 juin 2012 à Bonn) est un mathématicien et informaticien allemand.

## Biographie
Krückeberg étudie les mathématiques et la physique à l'Université de Göttingen et est assistant de recherche à l'Institut de mathématiques instrumentales. En 1961, il obtient son doctorat avec la thèse sur l'intégration numérique et la détection d'erreurs dans les problèmes de valeurs initiales des équations différentielles ordinaires avec Heinz Unger (de). Après avoir obtenu son habilitation à l'Université de Bonn, il devient directeur du Centre informatique universitaire de Bonn. À partir de 1967, il enseigne la matière « Mathématiques instrumentales » à Bonn en tant que professeur privé.
Fritz Krückeberg enseigne les mathématiques appliquées à l'Université rhénane Frédéric-Guillaume de Bonn de 1969 jusqu'à sa retraite en 1993 et est directeur général scientifique et technique et président du conseil d'administration de la GMD-Centre de recherche sur les technologies de l'information (de), une grande institution de recherche. pour les mathématiques appliquées et l'informatique, jusqu'en mai 1981.
Krückeberg est trésorier de 1982 à 1985 et président de la Société pour l'informatique (GI), la plus grande association d'experts en informatique de l'espace germanophone, de 1986 à 1989.

## Prix
- Insigne d'honneur DIN doré (1980)
- Croix du mérite sur ruban de l'Ordre du mérite de la République fédérale d'Allemagne (1982)[3]